# اندیس چیچکلو
چیچکلو یک اندیس فلزی است که در حوالی شهر تکاب استان آذربایجان غربی قرار دارد و مادهٔ معدنی موجود در آن، طلا است.سنگ میزبان این اندیس واحدهای آذرآواری و گدازه و همچنین دولومیت، آهک کریستالین و شیسیت می‌باشند. است و دیرینگی آن به دوران پالئوژن و قدیمیتر می‌رسد. در این اندیس، پاراژنز‌های اکسید آهن و باریت یافت می‌شوند.